# Cerkiew św. Marii Magdaleny w Elblągu
Cerkiew pod wezwaniem św. Marii Magdaleny – prawosławna cerkiew parafialna w Elblągu. Należy do dekanatu Gdańsk diecezji białostocko-gdańskiej Polskiego Autokefalicznego Kościoła Prawosławnego.

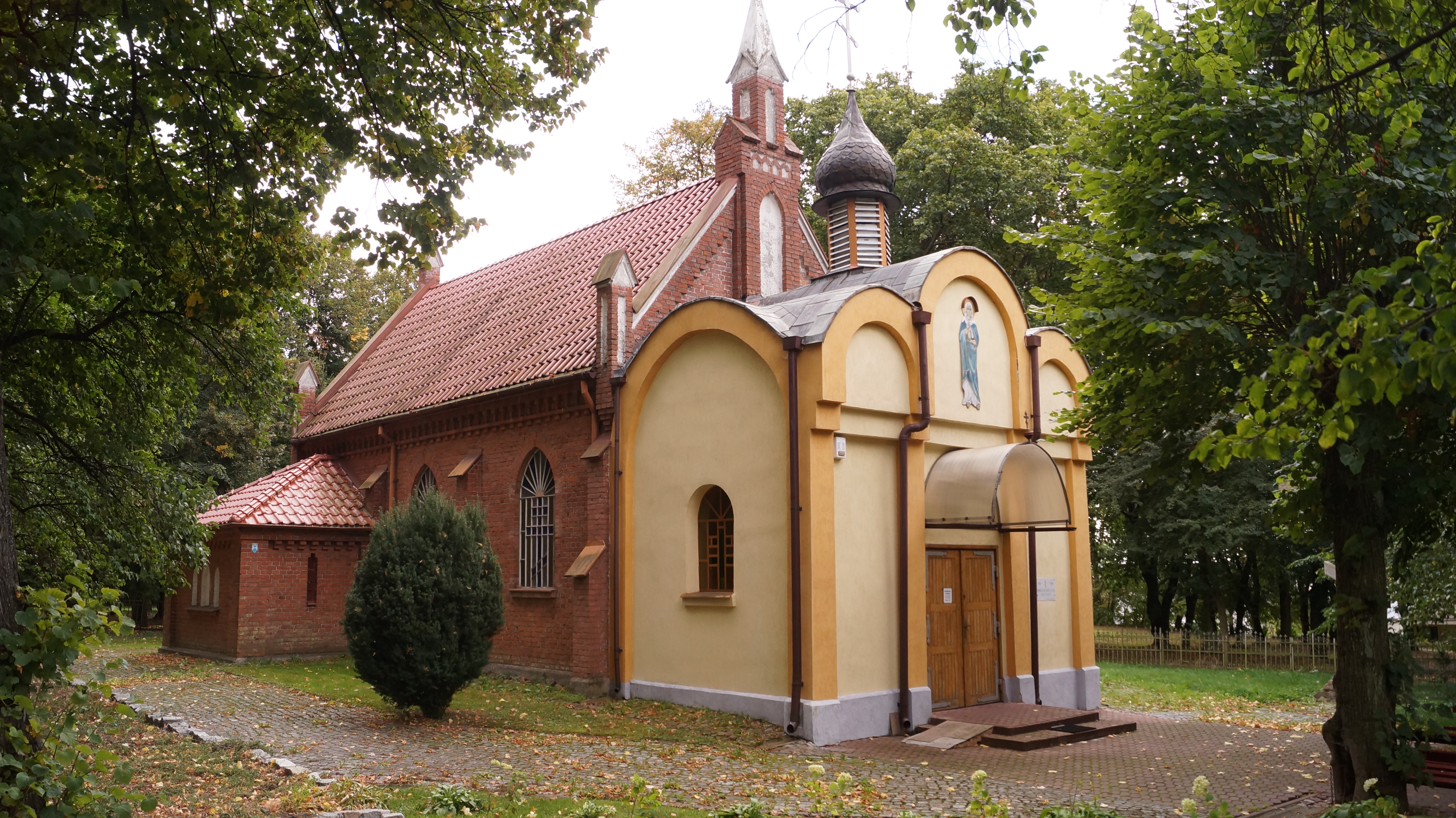
Widok na przedsionek

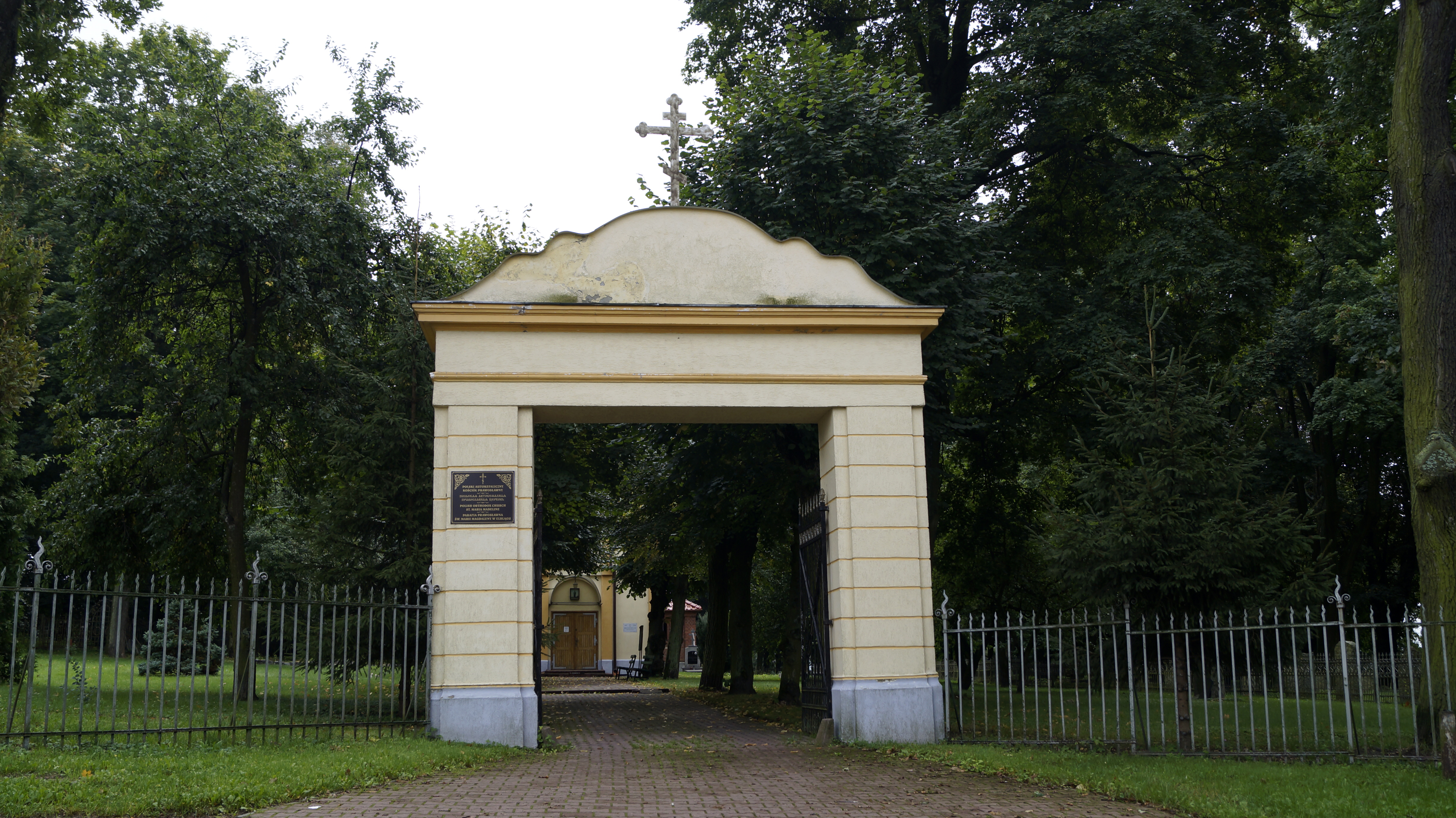
Brama wjazdowa

Położona jest w elbląskiej dzielnicy Warszawskie Przedmieście przy ulicy Sadowej, na terenie dawnego cmentarza ewangelickiego. Mieści się w neogotyckiej, poewangelickiej kaplicy z 1905. Obiekt zaadaptowano dla potrzeb liturgii prawosławnej w latach 1949–1963. W latach 80. do starego budynku dobudowano okazały przedsionek w stylu bizantyńskim, zwieńczony niewielką kopułą. We wnętrzu znajduje się ikonostas.
Cerkiew (wraz z cmentarzem i bramą wjazdową) wpisano do rejestru zabytków 23 lutego 1994 pod nr 334/94.